# Dějiny Mostaru
Město Mostar, které patří k turisticky velmi vyhledávaným lokalitám Bosny a Hercegoviny, a zároveň je jedním z největších měst v zemi, má dějiny sahající od 15. století až do současnosti.

## Počátky osídlení

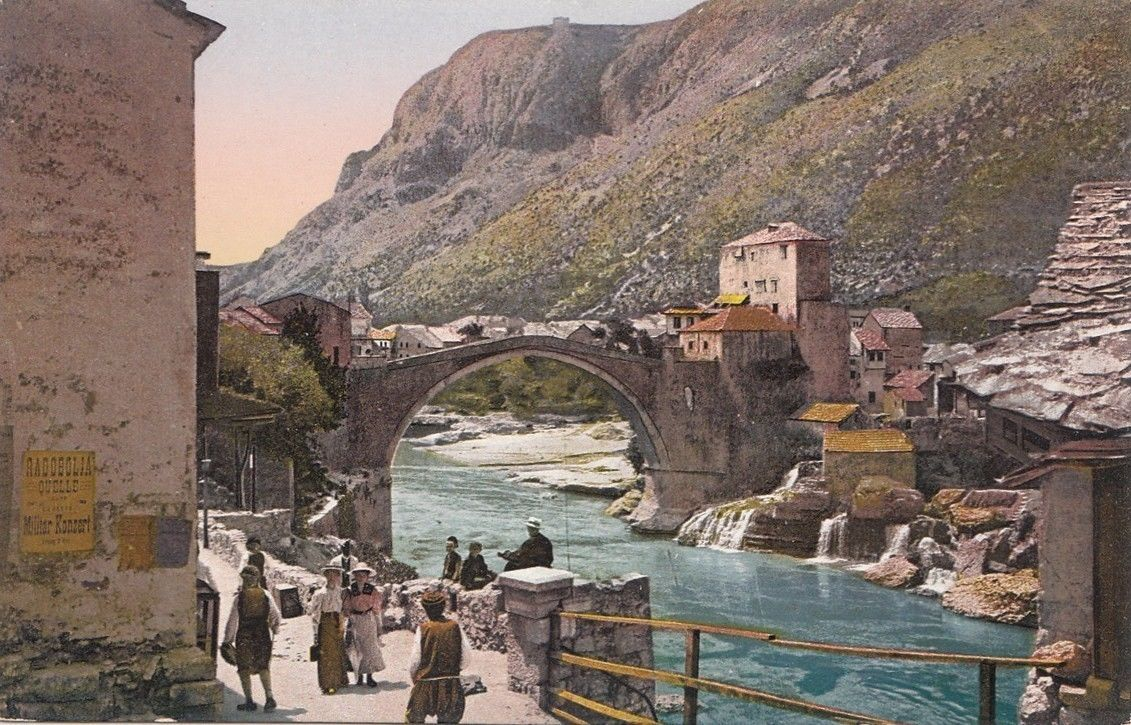
Mostar na staré pohlednici.

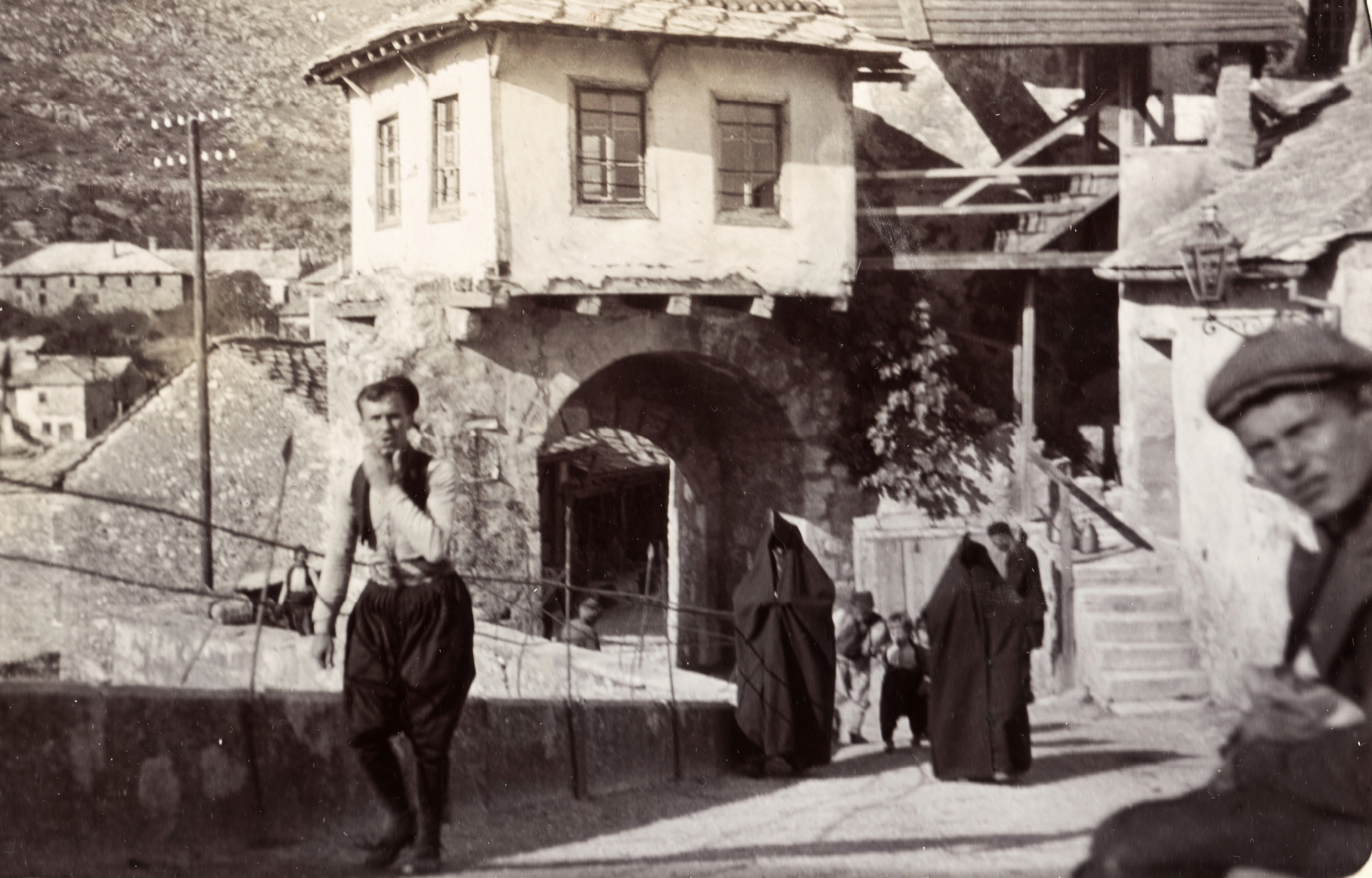
Střed města v roce 1903.

Lokalita dnešního města Mostaru byla osídlena již v dobách prehistorie. O tom svědčí početná archeologická naleziště, kde byly nalezeny pozůstatky z neolitu, doby bronzové i doby železné. Mezi nálezy patří náhrobky, zbraně, peníze a další.
V dobách existence Římské říše žil v místě dnešního města Mostaru ilirský kmen Daorsi. Obývali levý břeh řeky Neretvy od dnešního Mostaru přes Gabelu (u hranice s Chorvatskem až po město Metković. Jejich hlavní centrum se nacházelo v osadě v blízkosti současné vesnice Ošanjići.
Po vytlačení Ilyrů a příchodu Římanů zde vznikla kolonie Naroni (v blízkosti obce Vid u města Metković a celé údolí Neretvy bylo začleněno pod provincii Dalmatia). Vznikaly první římské cesty. V římské době byla ve vesnici Cim (dnes součást města Mostar) zbudována bazilika. Obdobná stojí také i v nedaleké vesnici Žitomislići.

## Středověk a počátek turecké nadvlády
Současné město se rozvinulo okolo dvou věží, resp. malé pevnosti v polovině 15. století za vlády Stjepana Vukčiće Kosači. Na pravém břehu řeky Neretvy stála pevnost Tara a na levém břehu pevnost Halebija. Věže sloužily k ochraně dřevěného mostu, který se nacházel cca 20 m daleko od místa současného kamenného. První písemná zmínka o městě je datována k 3. dubnu 1452 v dubrovnických záznamech o majetkových převodech. Vladislav Hercegović se vzbouřil proti svému otci Štěpánovi a zabral mu některé jeho majetky, mezi které patřil Blagaj a dvě pevnosti u mostu na Neretvě. Most je dále připomínán v roce 1444 v dokumentu aragonsko-neapolského krále Alfonse V.
V roce 1468 ovládli údolí řeky Neretvy Osmanští Turci. Tehdy se zde již nacházel starší most. V místě dnešního města nechali zbudovat pevnost Köprühisar (pevnost u mostu). Ta nahradila původní, menší opevnění. Díky tomu, že v hlubokém údolí řeky Neretvy bylo možné překročit vodní tok pouze zde, se zde začala tvořit osada a později i samostatné město. To mělo nejprve patnáct domů, později se začalo rozvíjet dále do krajiny. Mezi lety 1522–1566 bylo město také opevněno hradbami. Vzhledem ke své strategické pozici byl Mostar určen za hlavní město sandžaku Hercegovina (turecké správní jednotky). Obyvatelstvo se do značné míry věnovalo chovu dobytka v okolních kopcích; v létě vyhnali převážně ovce na pastviny a v zimě byly ustájeny.
V 16. a 17. století zažilo značný rozvoj; byl zde živý trh a počet obyvatel se pohyboval okolo deseti tisíc. Ve středověkém městě s úzkými uličkami se nacházela celkem čtyři tržiště, čtyři další existovala za hradbami města. Legendární kamenný most nařídil vybudovat tehdejší turecký sultán Sulejman I.; dokončen byl roku 1566. Hlavní tržiště vzniklo na obou stranách mostu. Na rozdíl od řady dalších měst Bosny pod tureckou nadvládou (např. Travnika nebo Sarajeva) nebylo město stráženo děly, ale pouze malou posádkou. Obě věže, které chránily most, popsal ve svém cestopisu také turecký cestoval Evlija Čelebi, který si povšiml masivních železných vrat v obou věžích chránících most. Vzhledem k postupu Benátské republiky na pobřeží, Karlovickému míru a také válce o Krétu se nakonec Turecko rozhodlo posílit svoji vojenskou přítomnost i v Mostaru. V poslední dekádě 17. století byla do místních věží dovezena děla a okolo města vzniklo nové opevnění. Vojsko Benátské republiky dosáhlo na krátkou dobu Mostaru v roce 1717.
Po roce 1700 město zažívalo spolu s hospodářským poklesem Osmanské říše vlastní úpadek. V roce 1833 byl zřízen hercegovinský pašalík s hlavním městem Mostarem a s Ali-pašou Rizvanbegovićem jako správcem. Prominentní turecký politik přinesl jistou popularitu městu, a tak zde byly otevřeny i konzuláty některých zemí, konkrétně Rakouska, Itálie, Ruska, Velké Británie a Francie. Postupně bylo bouráno původní opevnění a části pevností. Modernizace i liberalizace poměrů v Mostaru se také projevily výstavbou nových kostelů; mezi první z nich patřil pravoslavný chrám dokončený roku 1834. Postaven byl rovněž římskokatolický i kostel sv. Petra a Pavla a nové sídlo biskupa (dokončené roku 1847). V roce 1862 byla také zbudována první moderní silnice, která spojila Mostar údolím Neretvy s přístavem Metkovićem. I když bylo možné po určitém zrovnoprávnění křesťanů s muslimy budovat v Mostaru kostely, v řadě aspektů zůstávalo město striktně orientálním. Rakouský cestovatel M. M. Holbach, který jej navštívil v 19. století, si například poznamenal, že i křesťanští věřící během bohoslužeb sedí v kostelech obdobným způsobem, jako tak činí muslimové a že nosí i podobné oblečení. V okolí Mostaru byla ještě v závěru 19. století nalezena některá místa, kde se mělo údajně praktikovat bogumilství. Po několika staletích došlo k modernizaci i v oblasti zemědělství. V okolní krajině byly vybudovány první zavlažovací kanály a zaváděny nové plodiny, např. rýže.

## Přelom 19. a 20. století

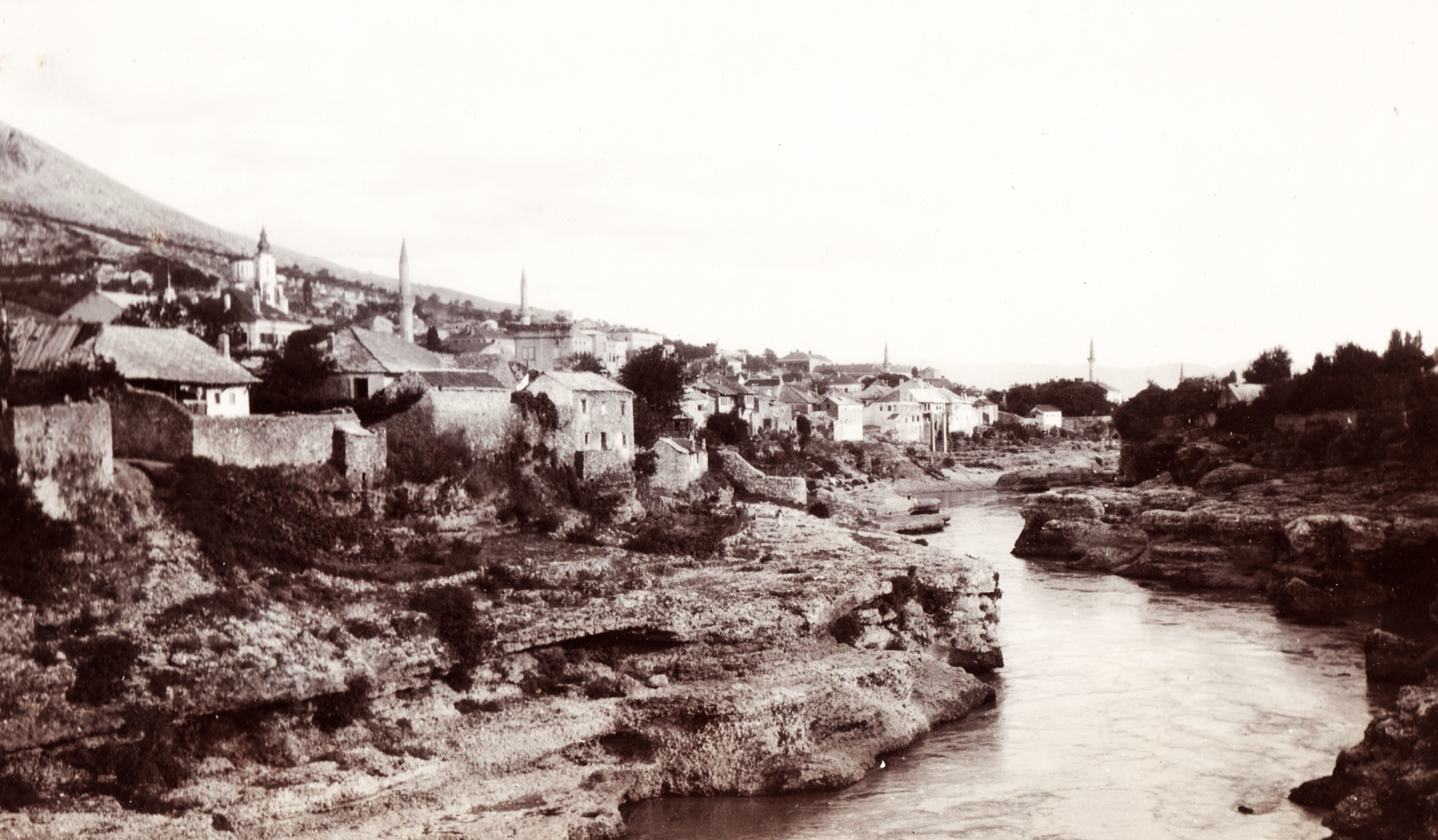
Mostar na počátku 20. století

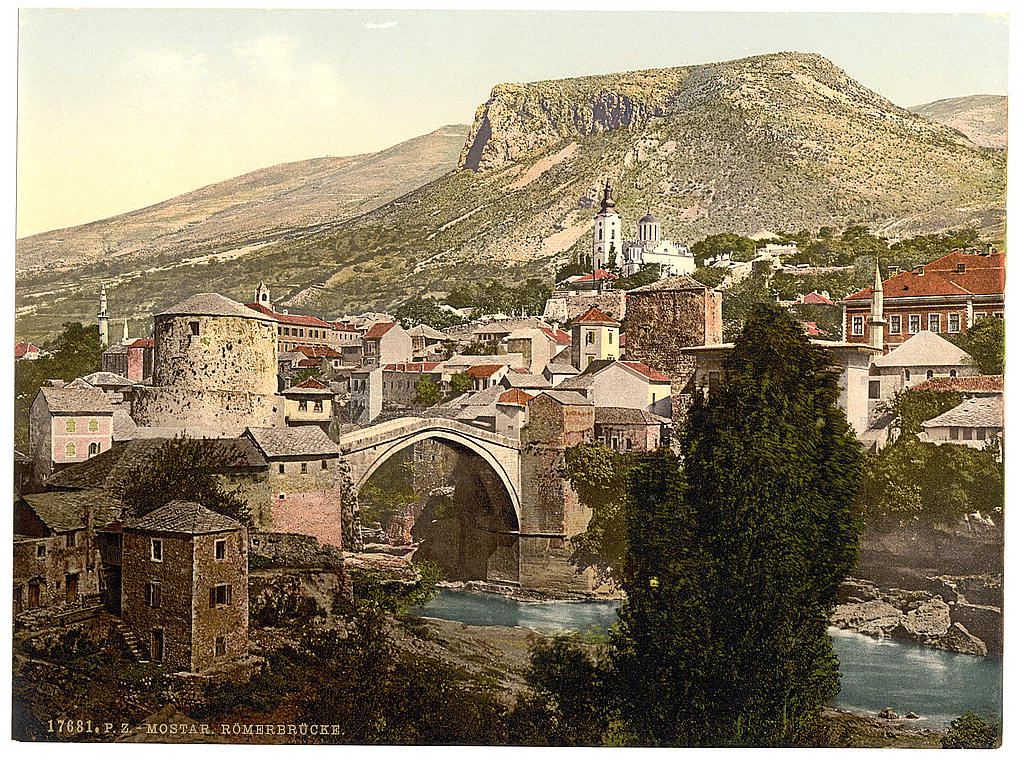
Kolorovaná pohlednice Mostaru z přelomu 19. a 20. století

Roku 1878 se dostalo město pod Rakousko-uherskou správu, kde se tak stalo důležitým obchodním centrem. V roce 1881 se město stalo sídlem biskupství Mostar-Duvno. V téže době bylo vnímáno jako neoficiální hlavní město regionu Hercegoviny. Obyvatelstvo bylo nábožensky, stejně jako v celé tehdejší Bosně, značně smíšené. Podle sčítání lidu z roku 1885 žilo v Mostaru 6 825 muslimů, 3 369 pravoslavných a 2 359 římských katolíků. Pravoslavné obyvatelstvo začalo ještě před odchodem turecké správy dominovat v oblasti obchodu.
Během rakousko-uherské správy se Mostar postupně rozvíjel a modernizoval; vznikaly školy a v roce 1888 získalo město i železniční spojení (byť úzkorozchodné) se zbytkem mocnářství. Železniční a silniční investice byly pro rozvoj Bosny se zaostalou dopravní infrastrukturou hlavní prioritou. Město se rozšiřovalo především na pravý břeh řeky Neretvy, kde bylo poměrně hodně místa a kde bylo možné vybudovat síť ulic v evropském smyslu. Ta se stala přirozenou protiváhou k starobylému městu na levobřežní straně, a které bylo navíc sevřeno horským masivem i kaňonem řeky.
Jižně od města vyrostl areál vojenské nemocnice, který zachytila mimo jiné i mapa třetího vojenského mapování. Jednalo se o tzv. Jižní tábor (německy Südlager), kromě toho byl postaven i severní. Dnes se podle obou vojenských areálů stejně jmenují příslušné části města.
Některé z objektů, např. místní gymnázium, projektovali i čeští architekti (např. František Blažek). Stejně jako ve zbytku Bosny a Hercegoviny, i v Mostaru vznikaly nové stavby v tzv. pseudomaurském stylu, který zahrnuje např. Hotel Neretva, Elči Ibrahim-pašovu medresu a další. Český rodák, Karel Pařík, navrhl např. palác metropolity. Mezi další významné osobnosti, které působily v Mostaru v této době, byl např. Miloš Komadina, nebo Maximilian David. Na začátku 20. století přicházely i osobnosti, které již vystudovaly v Bosně, např. na škole v Sarajevu (Đorđe Knezić).
V této době vyrostla evropská Hlavní ulice (Glavna ulica). Vybudovány byly vodovody, veřejné osvětlení (1912) a zavedena elektřina. Vznikly také lázně (v roce 1914) Byla uskutečněna také plynofikace. Za vlády Rakousko-Uherska vznikaly především velkolepé správní budovy. Město se však nepřebudovalo zcela od základu; jeho historická turecká část zůstala téměř netknutá, zatímco nové objekty, tolik potřebné pro moderní město, byly budovány na jeho západním okraji a na druhém břehu řeky Neretvy. Do dějin města se zapsal především tehdejší starosta Mujaga Komadina.

## 20. století
Na přelomu 19. a 20. století se stalo také i centrem literární tvorby; bosenskosrbští autoři, jako např. Aleksa Šantić, či Jovan Dučić zde vydávali významný časopis Zora, který se vyjadřoval k řadě politických i společenských událostí tehdejší Bosny pod rakouskou správou.
Po první světové válce se stal Mostar součástí Království SHS a Království Jugoslávie. Vzhledem k ekonomickým problémům království a značné politické nestabilitě však dvacet let meziválečné doby nepřineslo Mostaru výraznější rozvoj. V roce 1924 byla nicméně v blízkosti města vybudována tepelná elektrárna. Mostar byl nejprve součástí Přímořské bánoviny a později Chorvatské bánoviny. V roce 1940, jeden rok před vypuknutím druhé světové války na Balkáně, existovaly v Mostaru továrny na zpracování tabáku, mýdla, ledárna (která působila v rámci sarajevského pivovaru), cihelna a některé další.
Mostar se stal součástí Nezávislého státu Chorvatsko, který byl vyhlášen v dubnu 1941. Jen o několik měsíců později byly na základě diskriminačních zákonů zatýkáni a odsouváni první Židé a Srbové. V celkem třech vlnách bylo zatčeno, uvězněno a zabito několik set osob, včetně příslušníků tehdejší mostarské inteligence. Město se nacházelo v italské operační zóně (tzn. bylo zde přítomné italské vojsko) fašistického Chorvatska. Na město prováděly čas od času v závěrečných fázích války výpady také různé četnické sbory, které si za cíl kladly především místní chorvatské a muslimské obyvatelstvo. Mostařané bojovali v různých armádách a ozbrojených formacích na obou stranách během války. Značný počet místního obyvatelstva se přidal k partyzánské armádě. 14. února 1945 byl Mostar osvobozen jednotkami jugoslávských partyzánů.

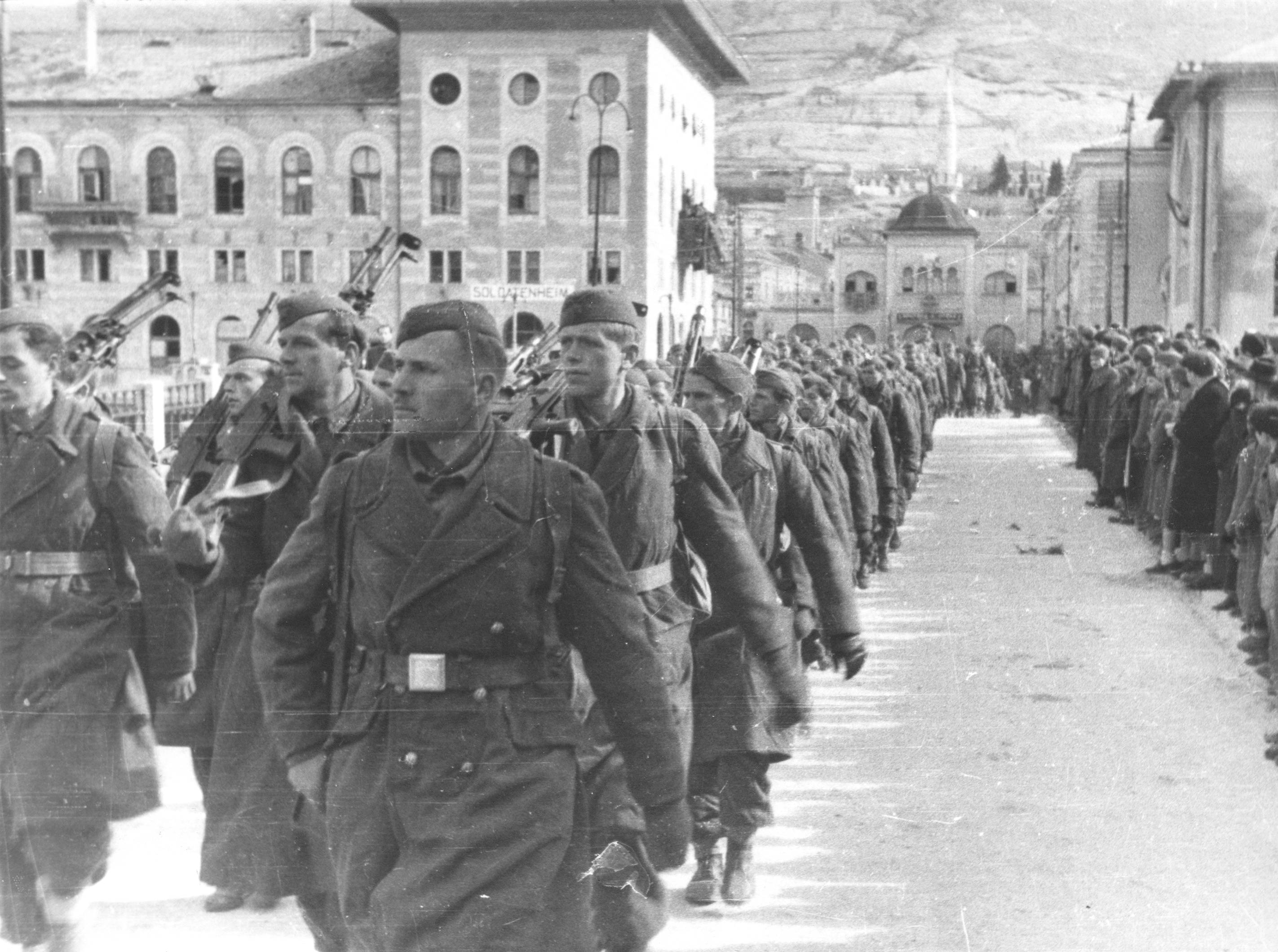
Osvobození Mostaru v únoru 1945

V roce 1948 mělo okolo dvaceti tisíc obyvatel. Struktura obyvatel se značně změnila, neboť po válce přišlo do Mostaru spousta uprchlíků, především z okolí měst Gacko, Nevesinje a Duvno (dnes Tomislavgrad). Město se rozvíjelo co do počtu obyvatel především díky příchodu lidí z chudého hercegovinského venkova.
Po druhé světové válce byly zahájeny plány rychlé industrializace Jugoslávie. V rámci nich byly rozvíjeny průmyslové kapacity i v Mostaru. Industrializace byla sice navržena velkoryse, narážela však na problémy co do výrobních kapacit. V okolí Mostaru se sice nacházela ložiska bauxitu, jejich využívání však bylo možné rozvíjet jen pomalu, neboť dopravní infrastruktura byla naprosto nedostatečná. Nově zakládané podniky nebyly schopné plnit v rámci prvního pětiletého plánu své cíle, mnohdy tak činily jen ze třetiny nebo z poloviny. I přesto si nakonec Vznikly na zpracování tabáku, bauxitu, výrobu vína, letecký průmysl a výrobu hliníku našly své místo v jugoslávském hospodářství. V továrně Soko byly vyráběny součástky pro letadla a v továrně Hercegovina Auto zase automobily. Na řece Neretvě byla vybudována řada přehrad, které poskytly pro továrny elektrickou energii. Západně od centra města bylo vybudováno rozsáhlé panelové sídliště. Byla také zmodernizována železniční trať, díky níž je Mostar napojen na jih na přístav Ploče a na sever k Sarajevu. Počet obyvatel Mostaru rychle rostl; zatímco roku 1961 mělo město 35 242 obyvatel, o deset let později 47 802, v roce 1981 celkem 63 427 a v roce 1991 mělo město samotné 83 686 obyvatel. Produktivita práce se zvýšila od války do roku 1990 téměř šestinásobně.
Již v roce 1982 se v urbanistickém plánu města objevila kritika živelného poválečného rozvoje, dramatického růstu bytové výstavby a průmyslu bez potřebného plánování, širších souvislostí a s výsledným ničením životního prostředí, které způsobila průmyslová výroba ale také doprava a další. A to i přes to, že město bylo označováno jako Klenost na Neretvanském údolí.
V 70. a 80. letech byl Mostar díky své vhodné poloze blízko pobřeží Jaderského moře vybrán jako vhodný cíl pro rozvoj turistiky. Bylo obnoveno historické centrum města a do Mostaru začali jezdit turisté, kteří jinak pobývali výhradně na pobřeží moře. Pro historické jádro byl rozvoj turistického průmyslu značnou spásou, neboť jeho technický stav se ukázal být již velmi špatný. Dokumentace stavu jednotlivých historických domů byla zahájena v roce 1977, poté byla obnovena obě nábřeží, mostecké věže a Starý most, několik mešit a další staré domy ve středu města. Město navštěvovalo do rozpadu Jugoslávie milion lidí ročně.

## Přelom 20. a 21. století
Poté, co v dubnu 1992 vyhlásila republika Bosna a Hercegovina nezávislost, obklíčily město jednotky Jugoslávské lidové armády. V březnu například probíhala blokáda železnice. Proti ní bojovali místní Chorvati, kteří zorganizovali vlastní ozbrojenou organizaci – Chorvatskou radu obrany. Jugoslávská armáda a bosenskosrbské síly město ostřelovaly v periodických obdobích. Podle výsledků jednání mezi chorvatským a srbským představitelem mělo být město hlavním městem republiky Herceg-Bosna.
Teprve v roce 1993 vypukl střet mezi místním chorvatským a bosenskomuslimským obyvatelstvem. Město bylo rozděleno mezi obě strany konfliktu podél své etnické hranice. Nejprudší boje vypukly v květnu 1993. Do skončení konfliktu zemřelo v Mostaru na 2 000 lidí a historické centrum bylo těžce poškozeno. Jugoslávské vojsko se z Mostaru stáhlo dne 9. března 1993. Během války se místní obyvatelstvo schovávalo většinou ve sklepích a krytech a ven pro nezbytné věci (např. potraviny a léky) vycházeli pouze v noci, kdy nehrozilo riziko od ostřelovačů, kteří obsadili kopce v okolí Mostaru.

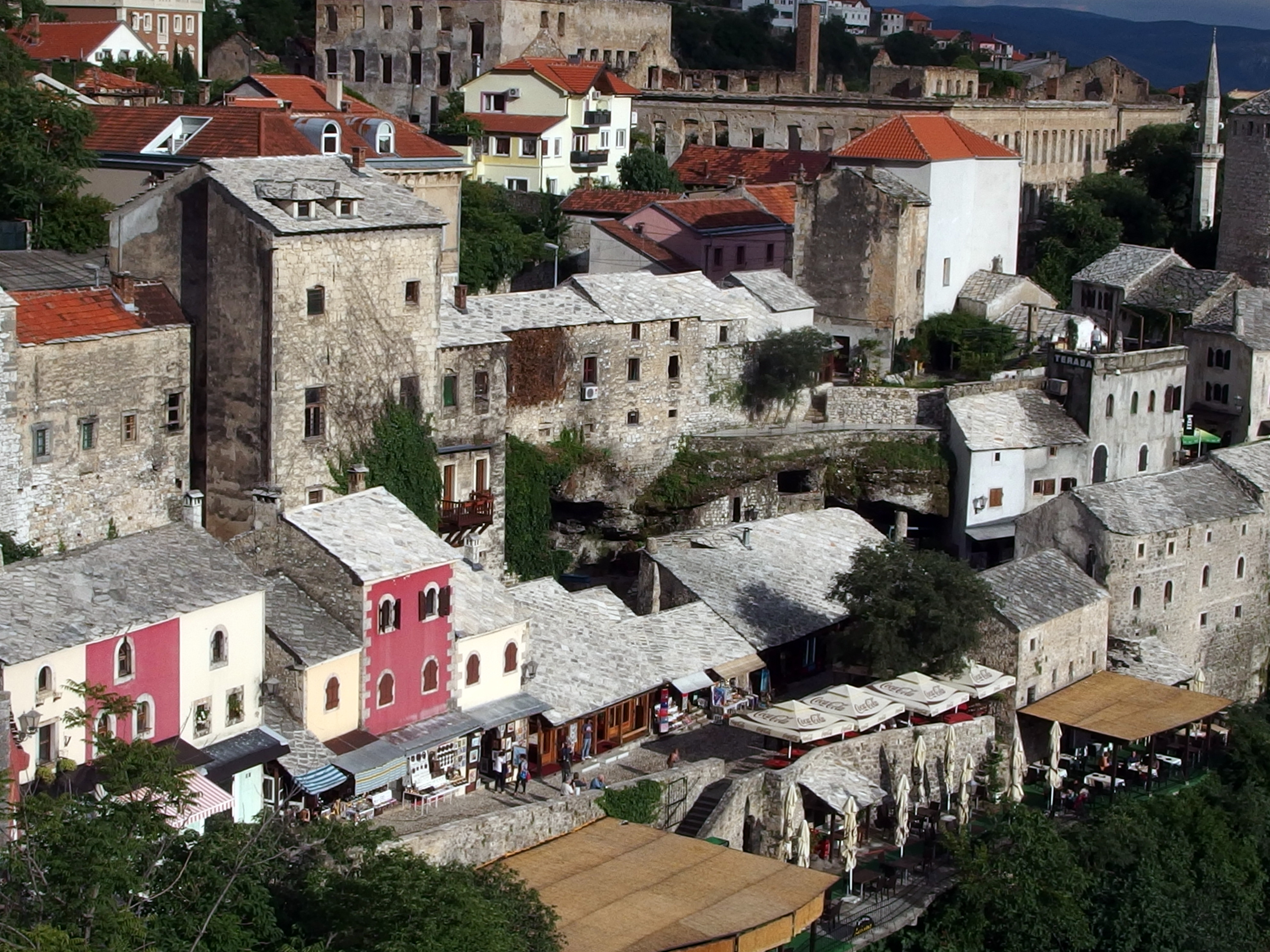
Historická část města

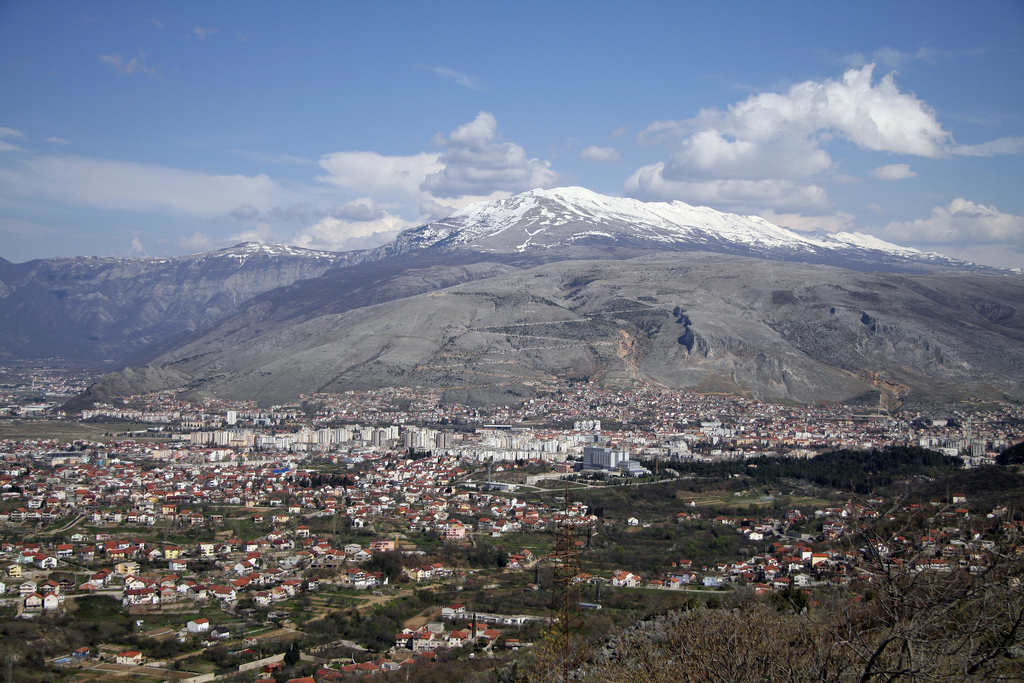
Pohled na město v roce 2010.

Před vypuknutím konfliktu byl Mostar multietnickým městem, kde žilo 29 % obyvatel chorvatské národnosti, 34 % obyvatel Bosňácké národnosti a 19 % Srbů. Ostatní se hlásili buď k jugoslávské národní identitě, či jiné etnické skupině. Po skončení konfliktu z města odešla většina srbského obyvatelstva a zbývající dvě dominantní etnické skupiny se rozdělily podle válečného rozdělení města podle břehů. Zatímco modernější a evropští část (tzv. Západní Mostar) měl chorvatskou většinu, historická část města zůstala obývána především Bosňáky. Ta byla během války přelidněná, neboť kromě místních sem přišli i jiní Bosňáci, kteří byli vyhnáni ze svých domovů v dalších částech Bosny, Chorvati, kteří byli proti válce a další uprchlíci. Nezřídkakdy byla označována za válečné ghetto.
Poškození města bylo značné a pohybovalo se v řádech desítek procent jednotlivých budov. V západní části města byla poničeno v některých oblastech až polovina všech staveb. Ve východní části historického města to bylo místy až okolo 80 % všech budov. Mezi zničené památky patří Starý most, který byl zničen střelbou z chorvatského tanku; dále biskupský palác, který vyhořel a spolu s ním bylo zničeno na padesát tisíc knih. Místní katedrála byla zničena během Velikonoc 1995 po minometné palbě srbských ozbrojenců. Celkové náklady na obnovu historického centra města se pohybují okolo 400 milionů německých marek. Obnova byla zahájena roku 1995.
V letech 1995 až 1997 působil v Mostaru pilotní projekt Evropské unie s názvem The European Union Administration Mostar (EUAM). Cílem tohoto projektu bylo připravit podmínky pro znovusjednocení města a financovat jeho obnovu. Dobový tisk v západní Evropě mluvil o tom, že Mostar byl zničen více, než Sarajevo během obléhání. Podmínky podepsané při ukončení konfliktu mezi bosňáckou a chorvatskou stranou předpokládaly vznik tohoto projektu. Projekt se nicméně potýkal s četnými pokusy o narušování vzniku jednotné samosprávy, kdy politizována byla i otázka přejmenovávání jednotlivých ulic.
Po válce došlo i k zhroucení místní ekonomiky; nezaměstnanost se pohybovala vysoko nad 50 % práceschopného obyvatelstva, značná byla emigrace. Průmyslové podniky, které zaměstnávaly tisíce lidí a jejichž odběratelem byl jugoslávský stát, přestaly existovat.
V roce 1999 byl zahájen plán financovaný Tureckem, Nizozemskem, Itálií, USA a Chorvatskem na znovuvybudování mostu, jenž dal městu jméno. Stavba trvala pět let, během ní museli dělníci dodržet přesné stavební techniky, jaké znali turečtí stavitelé. V červenci roku 2004 byl pak za účasti světových státníků opět otevřen. Roku 2005 byl tak znovu zapsán na seznam světového dědictví UNESCO. V roce 2008 byl obnoven i místní park Zrinjevac.
Chorvati nad městem, z místa odkud jej ostřelovali, vztyčili velký ocelový kříž jako symbol své víry. To bylo ze strany Bosňáků chápáno částečně i jako provokace, a požadovali proto jeho odstranění.[zdroj?]
Mezinárodní pomoc se pokoušela kromě obnovy jednotlivých poškozených staveb ve městě také sjednotit místní administrativu. Za války rozdělené město bylo nejprve správně rozčleněno do šesti obvodů s poměrně širokými pravomocemi (včetně vlastních rozpočtů, pravomocí ohledně stavebního řízení apod.). V roce 2004 byla ustanovena jednotná městská samospráva; zahrnuje nicméně šest oddělených volebních obvodů a 31 teritoriálních částí s menší mírou samosprávy.
Na počátku 21. století byly v Mostaru a okolí vybudovány nové obchodní domy a obchodní centra. Některá starší (např. obchodní dům Razvitak) nicméně nebyly opraveny a zůstaly být symbolem nejen doby, ve které vznikly (60. a 70. léta 20. století) ale také i války v 90. letech. Jiné objekty, např. průmyslové (Žitopromet) byly strženy.